# 2024–2025-ös női EHF-bajnokok ligája
A 2024–2025-ös női EHF-bajnokok ligája az európai női kézilabda-klubcsapatok legrangosabb tornájának 32. kiírása. A címvédő ebben a szezonban a hatszoros győztes Győri Audi ETO KC csapata. Magyarországról két csapat kvalifikálta magát: a címvédő Győri Audi ETO KC és a FTC-Rail Cargo Hungaria.
A legjobb négy csapat a tizenegyedszer megrendezendő Final Four keretében dönti el a bajnoki cím sorsát 2025. május 31 és június 1-jén Budapesten, az MVM Dome-ban. A bajnoki címet a Győri Audi ETO KC nyerte a tavalyi év után újra, miután legyőzte a döntőbe története során először bejutó Odense Håndbold csapatát. 

## Csapatok
9 országból összesen 19 csapat nevezett a bajnokságba. Selejtezőt ebben az évben sem rendeztek, a nevező csapatok közül választotta ki az EHF végrehajtó bizottsága a 16 indulót. Ebben a szezonban másodszor is az EHF lehetővé tette, hogy egy országból három induló is lehessen, ennek megfelelően Dániából, Magyarországról, Romániából és Norvégiából is három csapat nevezett a tornára. Végül a dán és a román harmadik helyezett csapatnak engedélyezték az indulást.
| Csoportkör    | Csoportkör              | Csoportkör          | Csoportkör              |
| ------------- | ----------------------- | ------------------- | ----------------------- |
| Team Esbjerg  | Odense Håndbold         | Nykøbing Falster HK | Vipers Kristiansand     |
| Storhamar HE  | Győri Audi ETO KCCV     | Ferencvárosi TC     | RK Podravka Koprivnica  |
| Metz Handball | Brest Bretagne Handball | RK Krim Ljubljana   | HB Ludwigsburg          |
| CSM București | Rapid București         | CS Gloria Bistrița  | ŽRK Budućnost Podgorica |

## Sorsolás
A csoportkör sorsolása során ügyeltek rá, hogy azonos nemzetbeliek ne kerülhessenek egy csoportba, kivéve a három indulóval rendelkező Dániát és Romániát. Esetükben legfeljebb két csapat kerülhetett azonos csoportba.

## Csoportkör
A csoportkörben a 16 résztvevő csapatot két darab nyolccsapatos csoportra osztották. A csoporton belül a csapatok oda-vissza vágós rendszerű körmérkőzést játsszanak egymással. A csoportok első két helyén végző csapatai egyből a negyeddöntőbe jutnak, a 3-6. helyezettek pedig a nyolcaddöntőbe. 
2025. január 13-án a norvég Vipers Kristiansand együttese csődöt jelentett, mely következtében visszaléptek a csoportkörből. Az EHF az esetet követően úgy döntött, hogy a Vipers ellen még le nem játszott meccseket 10-0-ás vendéggyőzelmekkel díjazza, illetve - az eredménytől függetlenül - kiejteti a csoportkörből. 